# Магдалина Гинова
Магдалина Иванова Гинова с псевдоним „Роза“ е българска партизанка, политик и член на ЦК на БКП.

## Биография
Родена е на 6 април 1923 г. в севлиевското село Коевци. От 1937 до 1942 г. учи в гимназията в Сухиндол. От 1939 г. е член на РМС, а от 1944 г. и на БКП. Учи в Софийския университет география и членува в БОНСС. На 16 септември 1943 г. става партизанка в Габровско-севлиевския партизански отряд. По-късно става помощник политкомандир на отряда. Докато е партизанка престоява в землянката, където се е намирал Митко Палаузов и родителите му. От септември 1944 до януари 1945 г. е помощник-командир на народната гвардия в Севлиево. От януари до март 1945 г. учи 3 месечен курс в ЦК на БКП. През това време е член на ОК на БКП в Севлиево и завеждаща женската комисия в комитета. От юли 1945 до февруари 1948 г. е член на Областния комитет на БКП в Севлиево и завеждаща женската комисия в комитета. Между февруари 1948 и декември 1949 г. е председател на Общинския народен съвет в Севлиево и член на Бюрото на Окръжния комитет на БКП в града. От декември 1949 г. е първи секретар на Окръжния комитет на БКП в Севлиево. През април 1950 г. става член на Окръжни комитет на БКП в Горна Оряховица. Същата година е наградена с „Народен орден на труда“ – сребърен за навременните държавни доставки на зърнени храни и фураж. От 1951 г. е инструктор в сектор „Вътрешно-партийна информация“ при ЦК на БКП поради хронично възпаление на гласните струни. От 4 март 1954 до 5 ноември 1962 г. е кандидат-член на ЦК на БКП, а от 5 ноември 1962 г. до 19 ноември 1966 г. е член на ЦК на БКП.